# Elwro 240
Elwro 240 – kalkulator produkowany przez zakłady Elwro we Wrocławiu, wyposażony w drukarkę.
Umożliwiał wykonywanie czterech podstawowych działań w oparciu o logikę arytmetyczną, a więc należało najpierw wprowadzić liczbę, a potem jej znak, czyli aby wykonać działanie 4 − 3 = należało wprowadzić 4+3−. Kalkulator wyposażony był w dwa rejestry – jeden sprzężony z drukarką, drugi traktowany jako pamięć. Liczba miejsc dziesiętnych i sposób zaokrąglania obliczeń były ustawiane przełącznikami. Ponadto zamontowane były dwie lampki, z których jedna sygnalizowała włączenie zasilania (sieciowe 220 V), a druga niezerową wartość rejestru pamięci. Nie było wyświetlacza – odczyt tylko z wydruku na taśmie papierowej.